# Ranunculus oaxacensis
Ranunculus oaxacensis är en ranunkelväxtart som beskrevs av John Isaac Briquet. Ranunculus oaxacensis ingår i släktet ranunkler, och familjen ranunkelväxter. Inga underarter finns listade i Catalogue of Life.